# Путня
Пу́тня — річка в Українських Карпатах, у межах Долинського району Івано-Франківської області. Права притока Витвиці (басейн Дністра). 

## Опис
Довжина 10 км, площа басейну 28,8 км². Похил річки 46 м/км. Річка гірського типу. Долина вузька і глибока, в багатьох місцях заліснена. Річище слабозвивисте, з перекатами й кам'янистим дном.
На околиці с. Кропивник розташована група Дарваївських водоспадів (1,5-2 м).

## Розташування
Путня бере початок на захід від села Кропивник, між горами східної частини масиву Сколівські Бескиди. Тече переважно на північний схід (місцями — на північ). Впадає до Витвиці при центральній частині села Витвиця. 